# Haringhappen
Haringhappen is het nuttigen van een of meer haringen (maatjesharing) uit de hand. Hierbij wordt een haring vastgehouden aan de staart en eventueel "gedoopt" in fijngesneden ui. Vervolgens eet men de haring op, te beginnen aan de kant waar de haringkop gezeten heeft.

## Traditie
In principe kan het haringhappen gedurende het hele jaar gedaan worden. Het is echter ook een ritueel op verschillende feestdagen. Het bekendste voorbeeld hiervan is tijdens de zogenaamde vlaggetjesdag, de dag dat de nieuw gevangen haring traditioneel aan land gebracht wordt. Een ander gebruik is het haringhappen na carnaval. In de katholieke traditie is aswoensdag het begin van  de vastentijd. Het is een periode van soberheid, waar geen vlees wordt gegeten. Het haringhappen is overgebleven uit deze traditie, carnavalvierders blikken nog even terug op het feest van de afgelopen dagen onder het genot van haring.